# 기타와우치촌
기타와우치촌(北輪内村)은 일본 미에현 미나미무로군에 설치되었던 촌이다. 현재의 오와세시의 남부에 해당한다.